# Análise de dados
A análise de dados é um processo de inspeção, limpeza, transformação e modelagem de dados com o objetivo de descobrir informações úteis, informar conclusões e apoiar a tomada de decisões. A análise de dados tem múltiplas facetas e abordagens, abrangendo diversas técnicas sob uma variedade de nomes, e é usada em diferentes domínios dos negócios, ciências e ciências sociais. No mundo dos negócios de hoje, a análise de dados desempenha um papel tornando a tomada de decisões mais científicas e ajudando as empresas a operar com mais eficácia.
A mineração de dados é uma técnica de análise de dados específica que se concentra na modelagem estatística e na descoberta de conhecimento para fins preditivos em vez de puramente descritivos, enquanto a inteligência de negócios cobre análises de dados que dependem fortemente da agregação, com foco principalmente nas informações de negócios. Em aplicativos estatísticos, a análise de dados pode ser dividida em estatística descritiva, análise exploratória de dados (AED) e análise confirmatória de dados (ACD). A AED se concentra em descobrir novas características nos dados, enquanto a ACD se concentra em confirmar ou refutar hipóteses existentes. A análise preditiva se concentra na aplicação de modelos estatísticos para previsão ou classificação preditiva, enquanto a análise de texto aplica técnicas estatísticas, linguísticas e estruturais para extrair e classificar informações de fontes textuais, um tipo de dados não estruturados. Todos os itens acima são variedades de análise de dados.
A integração de dados é um precursor da análise de dados, e a análise de dados está intimamente ligada à visualização e disseminação de dados.

## O processo de análise de dados

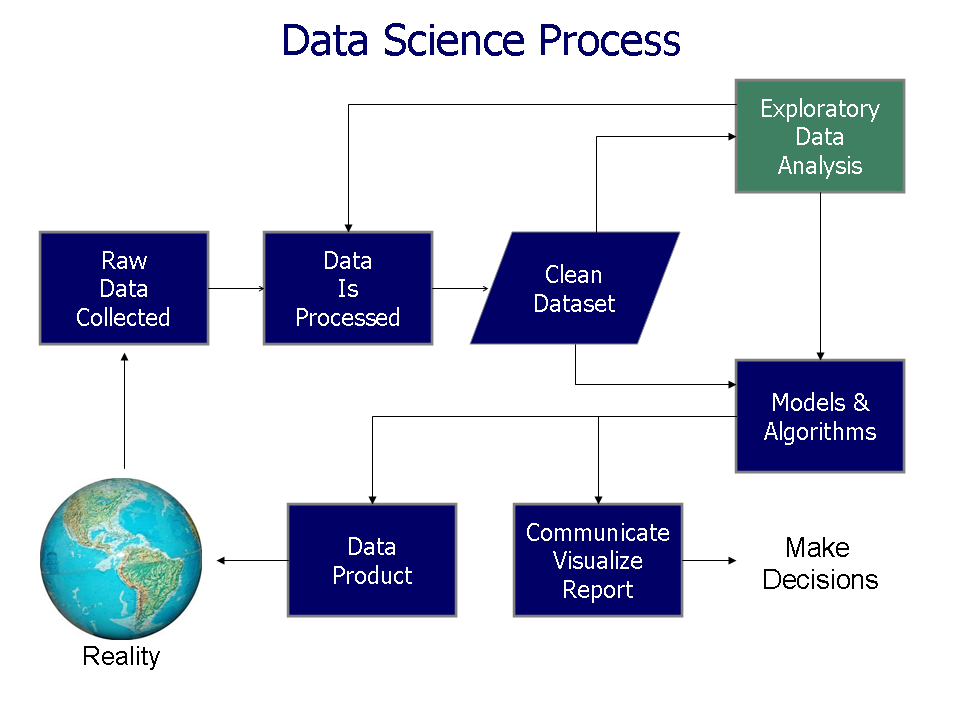
Fluxograma do processo de ciência de dados de Doing Data Science, de Schutt & O'Neil (2013)

A análise refere-se à divisão de um todo em seus componentes separados para exame individual. A análise de dados é um processo de obtenção de dados brutos, e posterior conversão dos mesmos em informações úteis para a tomada de decisão dos usuários. Os dados são coletados e analisados para responder a perguntas, testar hipóteses ou refutar hipóteses.
O estatístico John Tukey definiu a análise de dados em 1961, como:
"Procedimentos para a análise de dados, técnicas de interpretação dos resultados de tais procedimentos, formas de planejar a coleta de dados para tornar sua análise mais fácil, mais precisa ou mais exata, e todos os mecanismos e resultados das estatísticas (matemáticas) que se aplicam à análise de dados."
Existem várias fases que podem ser distinguidas, descritas a seguir. As fases são iterativas, em que o feedback das fases posteriores pode resultar em trabalho adicional nas fases anteriores. A estrutura CRISP, usada na mineração de dados, tem etapas semelhantes.

### Requisitos de dados
Os dados são necessários como entradas para a análise, que é especificada com base nos requisitos daqueles que dirigem a análise ou dos clientes (que usarão o produto acabado da análise). O tipo geral de entidade sobre a qual os dados serão coletados é chamado de unidade experimental (por exemplo, uma pessoa ou população de pessoas). Variáveis específicas relacionadas a uma população (por exemplo, idade e renda) podem ser especificadas e obtidas. Os dados podem ser numéricos ou categóricos (ou seja, um rótulo de texto para números).

### Coleta de dados
Os dados são coletados de várias fontes. Os requisitos podem ser comunicados por analistas aos custodiantes dos dados; como o pessoal de tecnologia da informação dentro de uma organização. Os dados também podem ser coletados de sensores no ambiente, incluindo câmeras de tráfego, satélites, dispositivos de gravação, etc. Também pode ser obtido por meio de entrevistas, downloads de fontes online ou leitura de documentação.

### Processamento de dados

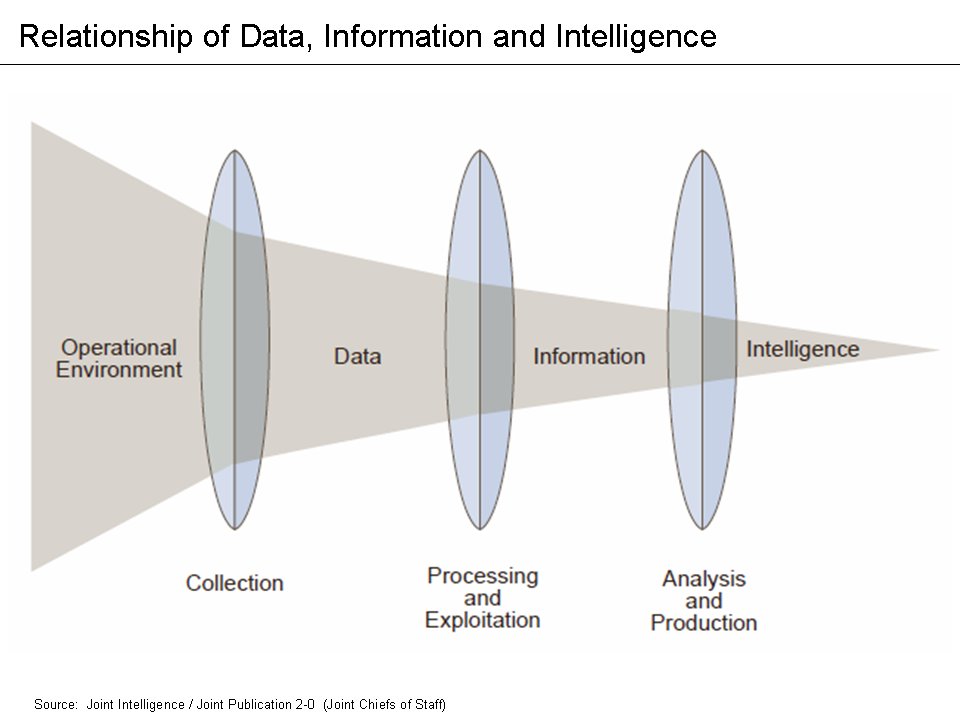
As fases do ciclo de inteligência usadas para converter informações brutas em inteligência ou conhecimento acionável são conceitualmente semelhantes às fases da análise de dados

Os dados, quando obtidos inicialmente, devem ser processados ou organizados para análise. Por exemplo, isso pode envolver a colocação de dados em linhas e colunas em um formato de tabela (conhecido como dados estruturados) para análise posterior, geralmente por meio do uso de softwares estatísticos ou de planilhas.

### Limpeza de dados
Uma vez processados e organizados, os dados podem estar incompletos, conter duplicatas ou conter erros. A necessidade de limpeza de dados, surgirá de problemas na forma como os dados são inseridos e armazenados. A limpeza de dados é o processo de prevenção e correção desses erros. Tarefas comuns incluem correspondência de registros, identificação de dados imprecisos, qualidade geral dos dados existentes, desduplicação e segmentação de colunas. Esses problemas de dados também podem ser identificados por meio de uma variedade de técnicas analíticas. Por exemplo, com informações financeiras, os totais para variáveis específicas podem ser comparados com números publicados separadamente, que se acredita serem confiáveis. Valores incomuns, acima ou abaixo de limites predeterminados, também podem ser revisados. Existem vários tipos de limpeza de dados, que dependem do tipo de dados no conjunto; estes podem ser números de telefone, endereços de e-mail, empregadores ou outros valores. Os métodos de dados quantitativos para detecção de valores discrepantes podem ser usados para eliminar dados que parecem ter uma maior probabilidade de terem sido inseridos incorretamente. Os corretores ortográficos de dados textuais podem ser usados para diminuir a quantidade de palavras digitadas incorretamente, no entanto, é mais difícil dizer se as próprias palavras estão corretas.

### Análise exploratória de dados
Uma vez que os conjuntos de dados estejam limpos, eles podem ser analisados. Os analistas podem aplicar uma variedade de técnicas, conhecidas como análise exploratória de dados, para começar a entender as mensagens contidas nos dados obtidos. O processo de exploração de dados pode resultar em limpeza adicional dos dados ou em solicitações de dados adicionais; portanto, a inicialização das fases iterativas mencionadas no parágrafo inicial desta seção. As estatísticas descritivas, como a média ou a mediana, podem ser geradas para auxiliar na compreensão dos dados. A visualização dos dados também é uma técnica utilizada, na qual o analista pode examinar os dados em formato gráfico para obter insights adicionais sobre as mensagens contidas nos dados.

### Modelagem e algoritmos
Podem ser aplicadas fórmulas ou modelos matemáticos (conhecidos como algoritmos) aos dados para identificar relações entre as variáveis; por exemplo, usando correlação ou causalidade. Em termos gerais, os modelos podem ser desenvolvidos para avaliar uma variável específica com base em outras variáveis contidas no conjunto de dados, com algum erro residual dependendo da precisão do modelo implementado (por exemplo, Dados = Modelo + Erro).
A estatística inferencial inclui a utilização de técnicas que medem as relações entre variáveis específicas. Por exemplo, a análise de regressão pode ser usada para modelar se uma mudança nas propagandas (variável independente X) fornece uma explicação para a variação nas vendas (variável dependente Y). Em termos matemáticos, Y (vendas) é uma função de X (publicidade). Isso pode ser descrito como (Y = aX + b + erro), onde o modelo é projetado de tal forma que (a) e (b) minimizem o erro quando o modelo prevê Y para um determinado intervalo de valores de X. Os analistas também podem tentar construir modelos descritivos dos dados, com o objetivo de simplificar a análise e comunicar os resultados.

### Produto de dados
Um produto de dados é um aplicativo de computador que recebe entradas de dados e gera saídas, devolvendo-os ao ambiente. Ele pode se basear em um modelo ou algoritmo. Por exemplo, um aplicativo que analisa dados sobre o histórico de compras de um cliente e usa os resultados para recomendar outras compras que o cliente possa gostar.

### Comunicação

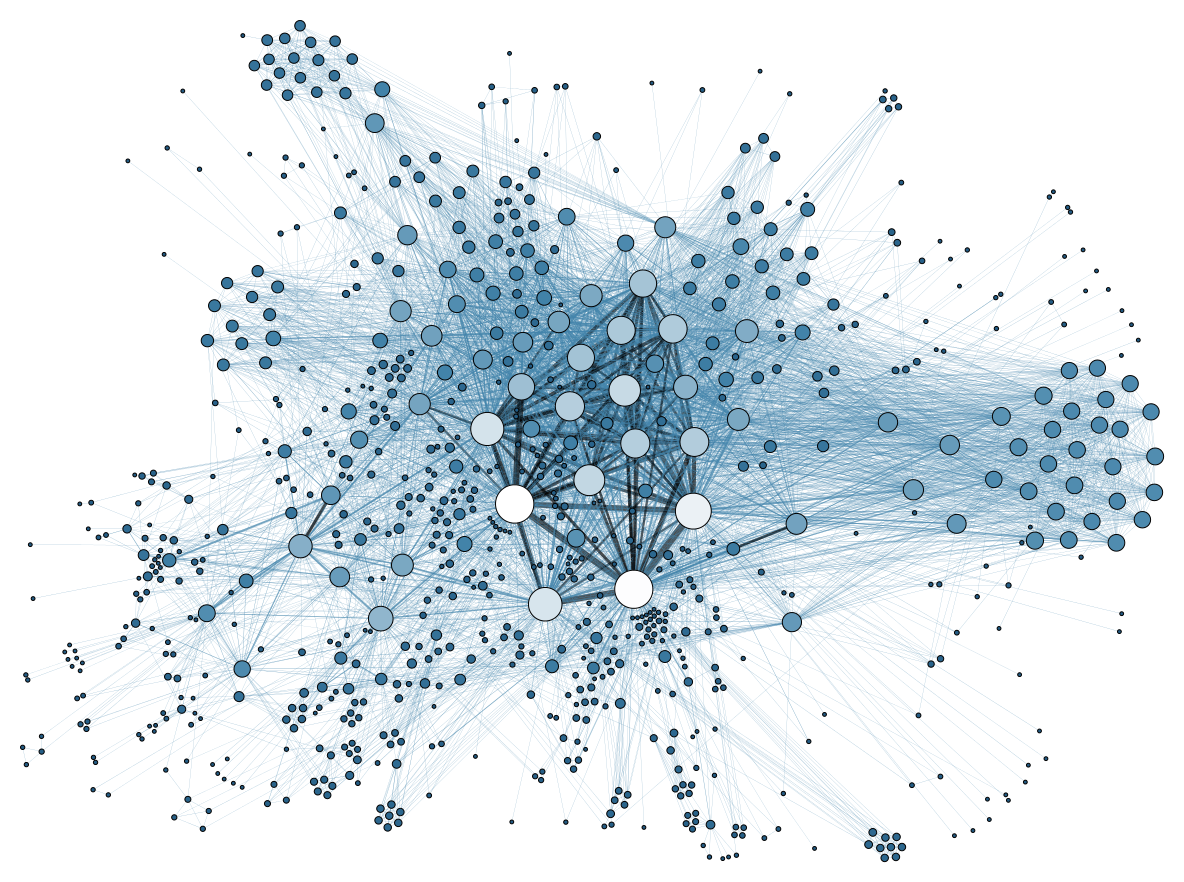
Visualização de dados para entender os resultados de uma análise de dados.

Uma vez que os dados são analisados, eles podem ser apresentados em vários formatos para que os usuários da análise apoiem seus requisitos. Os usuários podem ter feedback, o que resulta em análises adicionais. Como tal, grande parte do ciclo analítico é iterativo.
Ao determinar como comunicar os resultados, o analista pode considerar a implementação de uma variedade de técnicas de visualização de dados, para ajudar a comunicar a mensagem ao público de forma clara e eficiente. A visualização de dados usa telas de informações (gráficos, como tabelas e gráficos) para ajudar a comunicar as mensagens principais contidas nos dados. As tabelas são uma ferramenta valiosa, pois permitem a um usuário consultar e focar em números específicos; enquanto gráficos (por exemplo, gráficos de barras ou de linhas), podem ajudar a explicar as mensagens quantitativas contidas nos dados.

## Mensagens quantitativas

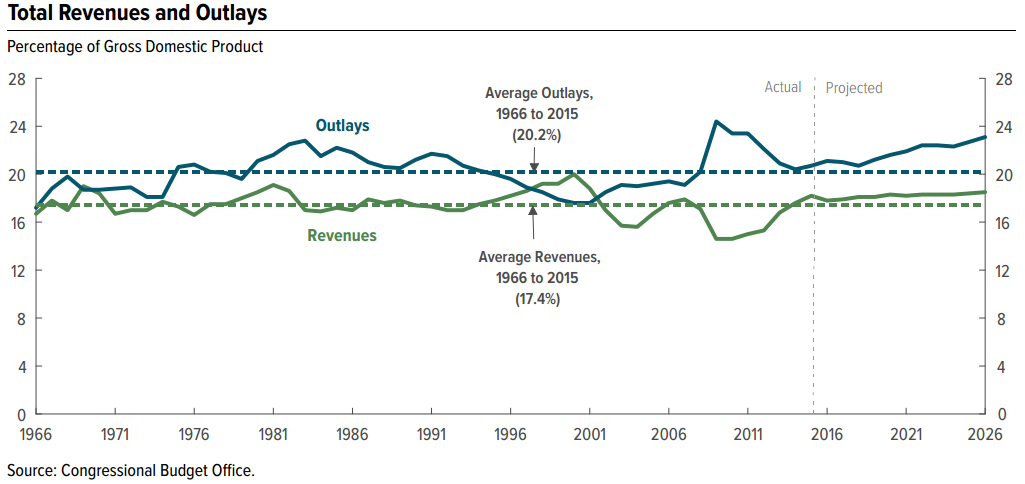
Uma série temporal ilustrada com um gráfico de linhas que demonstra as tendências dos gastos e receitas federais dos EUA ao longo do tempo

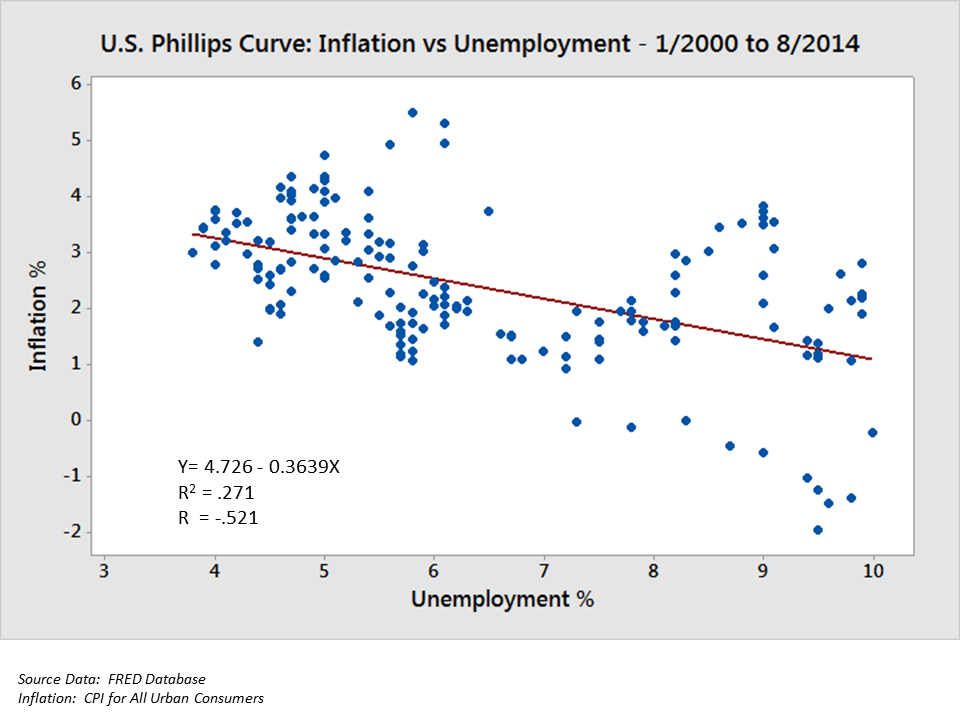
Um gráfico de dispersão que ilustra a correlação entre duas variáveis (inflação e desemprego) medidas em pontos no tempo

Stephen Few descreveu oito tipos de mensagens quantitativas que os usuários podem tentar entender ou comunicar a partir de um conjunto de dados e os gráficos associados usados para ajudar a comunicar a mensagem. Os clientes que especificam os requisitos e os analistas que executam a análise de dados podem considerar essas mensagens no decorrer do processo.
1. Série temporal: uma única variável é capturada ao longo de um período de tempo, como a taxa de desemprego em um período de 10 anos. Um gráfico de linha pode ser usado para demonstrar a tendência.
2. Classificação: subdivisões categóricas são classificadas em ordem crescente ou decrescente, como uma classificação de desempenho de vendas (a medida) por vendedores (a categoria, com cada vendedor uma subdivisão categórica) durante um único período. Um gráfico de barras pode ser usado para mostrar a comparação entre os vendedores.
3. Parte para todo: subdivisões categóricas são medidas como uma proporção do todo (ou seja, uma porcentagem de 100%). Um gráfico de pizza ou de barras pode mostrar a comparação de proporções, como a participação de mercado representada pelos concorrentes em um mercado.
4. Desvio: as subdivisões categóricas são comparadas com uma referência, como uma comparação entre despesas reais e orçadas para vários departamentos de uma empresa em um determinado período. Um gráfico de barras pode mostrar a comparação do valor real com o de referência.
5. Distribuição de frequência: mostra o número de observações de uma determinada variável para determinado intervalo, como o número de anos em que o retorno do mercado de ações está entre intervalos como 0–10%, 11–20%, etc. Um histograma, um tipo de gráfico de barras, pode ser usado para esta análise.
6. Correlação: comparação entre observações representadas por duas variáveis (X, Y) para determinar se elas tendem a se mover na mesma direção ou em direções opostas. Por exemplo, traçando o desemprego (X) e a inflação (Y) para uma amostra de meses. Um gráfico de dispersão é normalmente usado para esta mensagem.
7. Comparação nominal: comparar subdivisões categóricas sem uma ordem específica, como o volume de vendas por código de produto. Um gráfico de barras pode ser usado para esta comparação.
8. Geográfico ou geoespacial: comparação de uma variável em um mapa ou layout, como a taxa de desemprego por estado ou o número de pessoas nos vários andares de um edifício. Um cartograma é um gráfico típico usado.[11][12]

## Técnicas para analisar dados quantitativos
O autor Jonathan Koomey recomendou uma série de boas práticas para a compreensão de dados quantitativos. Essas incluem:
- Verificar se há anomalias nos dados brutos antes de realizar uma análise;
- Executar novamente cálculos importantes, como verificar colunas de dados resultantes de fórmulas;
- Confirme se os totais principais são a soma dos subtotais;
- Verifique as relações entre os números que devem ser relacionados de maneira previsível, como proporções ao longo do tempo;
- Normalizar números para tornar as comparações mais fáceis, como analisar valores por pessoa ou em relação ao PIB ou como um valor de índice em relação a um ano base;
- Divida os problemas em partes componentes, analisando os fatores que levaram aos resultados, como a análise DuPont do retorno sobre o patrimônio líquido.[8]

Para as variáveis em exame, os analistas normalmente obtêm estatísticas descritivas para elas, como a média, mediana e desvio padrão. Eles também podem analisar a distribuição das variáveis-chave para ver como os valores individuais se agrupam em torno da média.

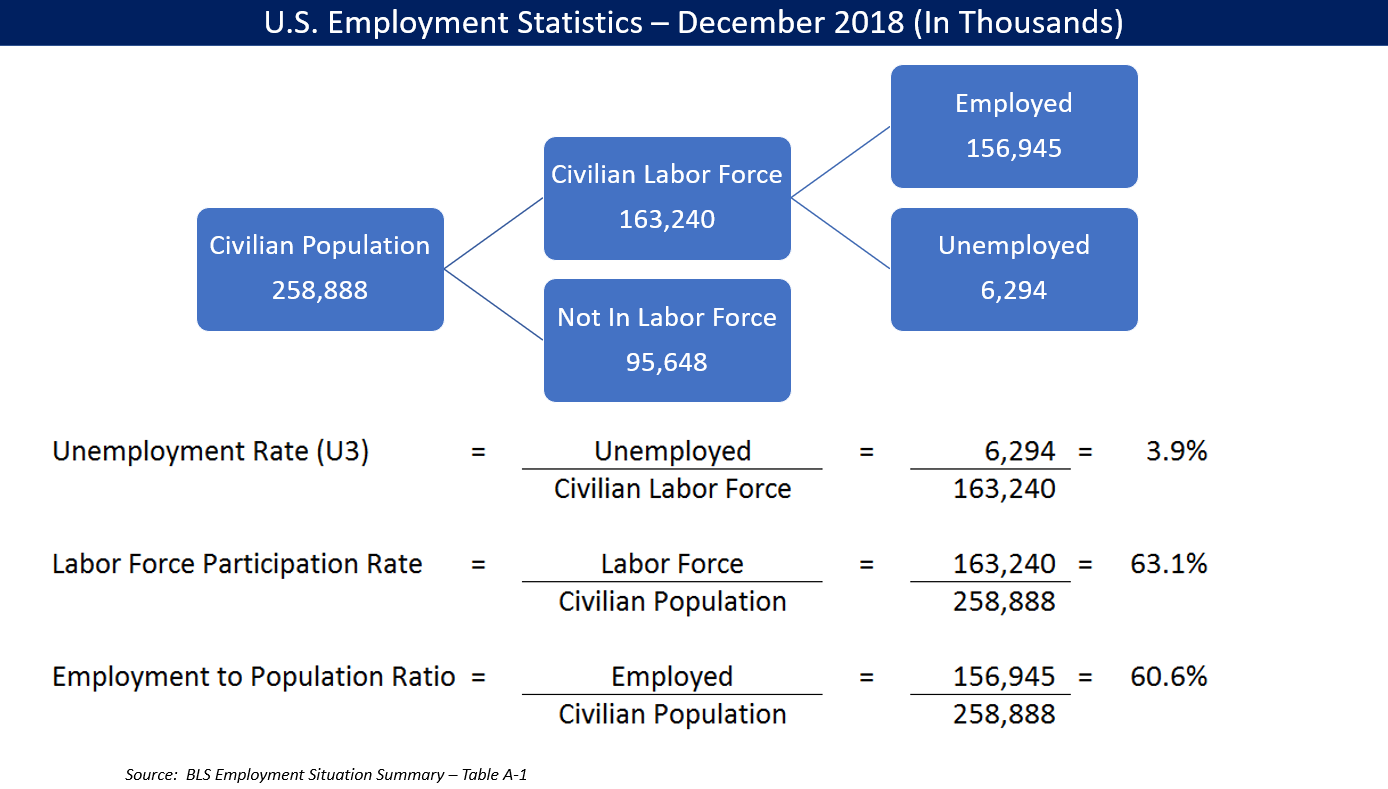
Uma ilustração do princípio MECE usado para a análise de dados

Os consultores da McKinsey & Company nomearam uma técnica para decompor um problema quantitativo em suas partes componentes, chamada de princípio MECE. Cada camada pode ser dividida em suas componentes; cada uma das subcomponentes deve ser mutuamente exclusiva uma da outra e, coletivamente, ter como soma a camada acima deles. O relacionamento é conhecido como "Mutuamente Exclusivo e Coletivamente Exaustivo" ou MECE. Por exemplo, o lucro, por definição, pode ser dividido em receita total e custo total. Por sua vez, a receita total pode ser analisada por suas componentes, como a receita das divisões A, B e C (que são mutuamente exclusivas entre si) e devem ter como soma a receita total (exaustivas coletivamente).
Os analistas podem usar medições estatísticas robustas para resolver certos problemas analíticos. O teste de hipóteses é usado quando uma hipótese particular sobre o verdadeiro estado de coisas é feita pelo analista e são reunidos dados para determinar se esse estado de coisas é verdadeiro ou falso. Por exemplo, a hipótese pode ser que "O desemprego não tem efeito sobre a inflação", o que se relaciona a um conceito econômico denominado Curva de Phillips. O teste de hipóteses envolve a consideração da probabilidade de erros do tipo I e do tipo II, que se relacionam ao fato de os dados apoiarem a aceitação ou rejeição da hipótese.
A análise de regressão pode ser usada quando o analista está tentando determinar até que ponto a variável independente X afeta a variável dependente Y (por exemplo, "Até que ponto as mudanças na taxa de desemprego (X) afetam a taxa de inflação (Y)?" ) Esta é uma tentativa de modelar ou ajustar a equação de uma reta ou curva aos dados, de forma que Y seja uma função de X.
A análise de condição necessária (NCA) pode ser usada quando o analista está tentando determinar até que ponto a variável independente X permite a variável Y (por exemplo, "Até que ponto uma determinada taxa de desemprego (X) é necessária para uma determinada taxa de inflação (Y)?"). Considerando que a análise de regressão (múltipla) usa lógica aditiva onde cada variável X pode produzir o resultado e os Xs podem compensar uns aos outros (eles são suficientes, mas não necessários), a análise de condição necessária (NCA) usa lógica de necessidade, em que uma ou mais das variáveis X permitem que o resultado exista, mas podem não produzi-lo (elas são necessárias, mas não suficientes). Cada condição necessária deve estar presente e a compensação não é possível.

## Atividades analíticas de usuários de dados
Os usuários podem ter pontos de dados específicos de interesse em um conjunto de dados, ao contrário das mensagens gerais descritas anteriormente. Essas atividades analíticas do usuário de baixo nível são apresentadas na tabela a seguir. A taxonomia também pode ser organizada por três polos de atividades: recuperação de valores, localização de pontos de dados e organização de pontos de dados.
| #  | Tarefa                    | Descrição Geral | Resumo padrão | Exemplos |
| -- | ------------------------- | --- | --- | --- |
| 1  | Recuperar valor           | Dado um conjunto de casos específicos, encontrar atributos desses casos. | Quais são os valores dos atributos {X, Y, Z, ...} nos casos de dados {A, B, C, ...}?                                 | - Qual é a quilometragem por galão do Ford Mondeo? - Quanto tempo dura o filme E o Vento Levou? |
| 2  | Filtrar                   | Dadas algumas condições concretas sobre os valores dos atributos, encontrar casos de dados que satisfaçam essas condições.                                                           | Quais casos de dados satisfazem as condições {A, B, C, ...}?                                                         | - Quais cereais Kellogg's têm alto teor de fibras? - Quais comédias ganharam prêmios? - Quais fundos tiveram desempenho inferior ao SP-500?                                                                                                |
| 3  | Calcular Valor Derivado   | Dado um conjunto de casos de dados, calcular uma representação numérica agregada desses casos de dados.                                                                              | Qual é o valor da função de agregação F sobre um determinado conjunto S de casos de dados?                           | - Qual é o conteúdo calórico médio dos cereais Post? - Qual é a receita bruta de todas as lojas combinadas? - Quantos fabricantes de automóveis existem?                                                                                   |
| 4  | Encontrar Extremo         | Encontrar casos de dados que possuem um valor extremo de um atributo em seu intervalo no conjunto de dados.                                                                          | Quais são os N casos de dados com os maiores/menores valores do atributo A?                                          | - Qual é o carro com maior MPG? - Qual diretor/filme ganhou mais prêmios? - Qual filme da Marvel Studios tem a data de lançamento mais recente?                                                                                            |
| 5  | Ordenar                   | Dado um conjunto de casos de dados, ordená-los de acordo com alguma métrica ordinal.                                                                                                 | Qual é a ordem de classificação de um conjunto S de casos de dados de acordo com seus valores para o atributo A?     | - Ordenar os carros por peso. - Classificar os cereais por calorias. |
| 6  | Determinar Intervalo      | Dado um conjunto de casos de dados e um atributo de interesse, encontrar o intervalo de valores dentro do conjunto.                                                                  | Qual é a faixa de valores do atributo A em um conjunto S de casos de dados?                                          | - Qual é a gama de comprimentos de filme? - Qual é a faixa de potência do carro? - Quais atrizes estão no conjunto de dados? |
| 7  | Caracterizar distribuição | Dado um conjunto de casos de dados e um atributo quantitativo de interesse, caracterizar a distribuição dos valores desse atributo ao longo do conjunto.                             | Qual é a distribuição dos valores do atributo A em um conjunto S de casos de dados?                                  | - Qual é a distribuição dos carboidratos nos cereais? - Qual é a distribuição da idade dos compradores? |
| 8  | Encontrar Anomalias       | Identificar quaisquer anomalias dentro de um determinado conjunto de casos de dados com respeito a um determinado relacionamento ou expectativa, por exemplo, outliers estatísticos. | Quais casos de dados em um conjunto S de casos de dados têm valores inesperados/excepcionais?                        | - Existem exceções para a relação entre potência e aceleração? - Existem outliers na proteína? |
| 9  | Agrupar                   | Dado um conjunto de casos de dados, encontrar grupos de valores de atributos semelhantes.                                                                                            | Quais casos de dados em um conjunto S de casos de dados são semelhantes em valor para os atributos {X, Y, Z,. . . }? | - Existem grupos de cereais com gordura/calorias/açúcar semelhantes? - Existe um grupo de durações de filme típicas? |
| 10 | Correlacionar             | Dado um conjunto de casos de dados e dois atributos, determinar relações úteis entre os valores desses atributos.                                                                    | Qual é a correlação entre os atributos X e Y em um determinado conjunto S de casos de dados?                         | - Existe correlação entre carboidratos e gordura? - Existe correlação entre país de origem e MPG? - Os diferentes gêneros têm um método de pagamento preferido? - Existe uma tendência de aumento da duração dos filmes ao longo dos anos? |
| 11 | Contextualizar            | Dado um conjunto de casos de dados, encontrar a relevância contextual dos dados para os usuários.                                                                                    | Quais casos de dados em um conjunto S de casos de dados são relevantes para o contexto dos usuários atuais?          | - Existem grupos de restaurantes que oferecem alimentos com base na minha ingestão calórica atual? |

## Barreiras para uma análise eficaz
Podem existir barreiras para uma análise eficaz entre os analistas que realizam a análise de dados ou entre o público. Distinguir fato de opinião, vieses cognitivos e inumeracia são alguns dos desafios para uma análise de dados sólida.

### Confusão de fato com opinião
Você pode ter sua própria opinião, mas não os seus próprios fatos.

Daniel Patrick Moynihan
Uma análise eficaz requer a obtenção de fatos relevantes para responder a perguntas, apoiar uma conclusão ou opinião formal ou testar hipóteses. Os fatos, por definição, são irrefutáveis, o que significa que qualquer pessoa envolvida na análise deve ser capaz de concordar com eles. Por exemplo, em agosto de 2010, o Congressional Budget Office (CBO) dos Estados Unidos estimou que estender os cortes de impostos de Bush de 2001 e 2003 para o período de 2011-2020 adicionaria aproximadamente US $ 3,3 trilhões à dívida nacional. Todos devem ser capazes de concordar que realmente foi isso o que o CBO relatou; todos podem examinar o relatório. Assim, isso é um fato. Se as pessoas concordam ou discordam do CBO é sua opinião.
Como outro exemplo, o auditor de uma empresa de capital aberto deve chegar a uma opinião formal sobre se as demonstrações financeiras das empresas de capital aberto são "apresentadas de forma justa, em todos os aspectos relevantes". Isso requer uma análise extensiva de dados factuais e evidências para apoiar sua opinião. Ao passar dos fatos às opiniões, sempre existe a possibilidade de que a opinião esteja errada.

### Vieses cognitivos
Existem vários vieses cognitivos que podem afetar negativamente a análise. Por exemplo, o viés de confirmação é a tendência de alguém buscar ou interpretar informações de uma forma que confirme os seus preconceitos. Além disso, os indivíduos podem desacreditar informações que não apoiem seus pontos de vista.
Os analistas podem ser treinados especificamente para estar cientes desses vieses e como superá-los. Em seu livro Psychology of Intelligence Analysis, o analista aposentado da CIA Richards Heuer escreveu que os analistas devem delinear claramente suas suposições e cadeias de inferência e especificar o grau e a fonte da incerteza envolvida nas conclusões. Ele enfatizou procedimentos para ajudar a expor e debater pontos de vista alternativos.

### Inumeracia
Os analistas eficazes geralmente são adeptos de uma variedade de técnicas numéricas. No entanto, o público pode não ter tal proficiência com números ou numeracia; eles são considerados inumerados. As pessoas que comunicam os dados também podem tentar enganar ou desinformar, usando deliberadamente técnicas numéricas inadequadas.
Por exemplo, o aumento ou diminuição de um número pode não ser o fator principal. Pode ser mais importante o número relativo a outro número, como o tamanho da receita ou gasto do governo em relação ao tamanho da economia (PIB) ou o valor do custo em relação à receita nas demonstrações financeiras corporativas. Essa técnica numérica é conhecida como normalização ou dimensionamento comum. Existem muitas dessas técnicas empregadas por analistas, seja ajustando pela inflação (ou seja, comparando dados reais com nominais) ou considerando aumentos populacionais, demografia, etc. Os analistas aplicam uma variedade de técnicas para lidar com as várias mensagens quantitativas descritas na seção anterior.
Os analistas também podem analisar dados sob diferentes hipóteses ou cenários. Por exemplo, quando os analistas realizam análises de demonstrações financeiras, eles frequentemente reformulam as demonstrações financeiras sob diferentes suposições para ajudar a chegar a uma estimativa do fluxo de caixa futuro, que eles então descontam ao valor presente com base em alguma taxa de juros, para determinar a avaliação da empresa ou de suas ações. Da mesma forma, o CBO analisa os efeitos de várias opções de política sobre as receitas, despesas e déficits do governo dos EUA, criando cenários futuros alternativos para medidas-chave.

## Outros tópicos

### Edifícios inteligentes
Uma abordagem de análise de dados pode ser usada para prever o consumo de energia em edifícios. As diferentes etapas do processo de análise de dados são realizadas a fim de obter edifícios inteligentes, nos quais as operações de gerenciamento e controle do edifício, incluindo aquecimento, ventilação, ar condicionado, iluminação e segurança, são realizadas automaticamente, imitando as necessidades dos usuários do edifício e otimizando recursos como energia e tempo.

### Analyticse inteligência de negócios
Analytics é o "uso extensivo de dados, análises estatísticas e quantitativas, modelos explicativos e preditivos e gerenciamento baseado em fatos para conduzir decisões e ações". É um subconjunto de inteligência de negócios, que é um conjunto de tecnologias e processos que usam dados para entender e analisar o desempenho dos negócios.

### Educação

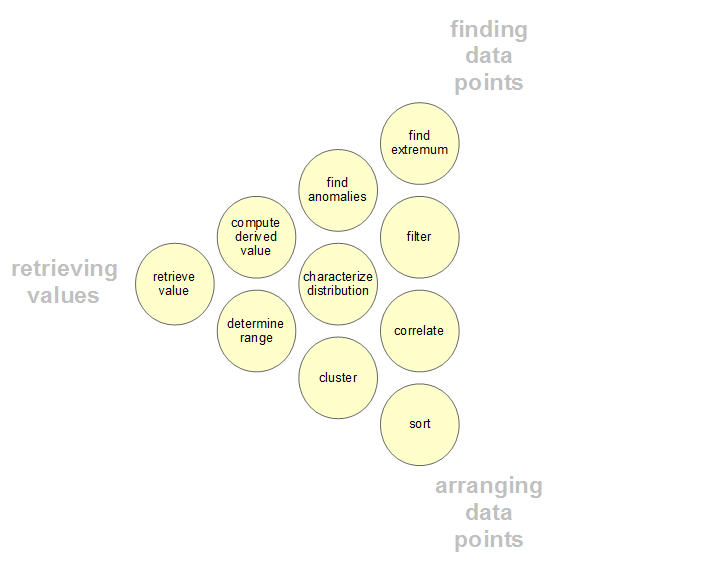
Atividades analíticas de usuários de visualização de dados

Na educação, a maioria dos educadores tem acesso a um sistema de dados com o objetivo de analisar os dados de alunos. Esses sistemas de dados apresentam dados aos educadores em um formato de dados over-the-counter (incorporando rótulos, documentação suplementar e um sistema de ajuda e tomando decisões chave de pacote/exibição e conteúdo) para melhorar a precisão das análises de dados dos educadores.